# Сава Халугин
Сава Халугин (Нови Кнежевац, 17. април 1946) српски је вајар и академик, дописни члан састава Српске академије науке и уметности од 8. новембра 2018, уз Светислава Арсића Басара једини је српски вајар који је то постао. Члан је Удружења ликовних уметника Србије, Савеза удружења ликовних уметника Војводине, Удружења ликовних уметника примењених уметности и дизајнера Војводине и Војвођанске академије наука и уметности од 2006. године.

## Биографија
Године 1968. је завршио Вишу педагошку школу у Новом Саду, одељење за ликовну уметност. Завршио је основне студије Вајарства 1972. године у класи професора Јована Кратохвила и магистарске ликовне уметности 1978. на Факултету ликовних уметности Универзитета уметности у Београду. До 1994. године је имао статус слободног уметника у Београду. Радио је 1994—2013. као професор Методике ликовног васпитања са практичном наставом на Високој школи струковних студија за образовање васпитача у Суботици.
Учествовао је на бројним колективним изложбама у Србији и иностранству од 1969. године. Од 1979. излаже самостално у Београду, Загребу, Будимпешти, Паризу и осталим ликовним центрима. Учесник је неколико ликовних колонија, међу којима су најзначајније „Мермер и звуци” (Аранђеловац), „Терра” (Кикинда) и „Бакар” (Бор). Његове скулптуре су постављене у јавним просторима војвођанских градова: Суботице, Кикинде, Сомбора, Новог Сада и чине део колекција Музеја савремене уметности у Београду, Народног музеја у Београду, Српске академије наука и уметности и Савремене галерије Суботица.

## Награде
- Награда за стваралаштво, Изложбени павиљон „Цвијета Зузорић” (1978)[3]
- Награда фонда „Пијаде”, на изложби Савеза удружења ликовних уметника Југославије (1982)[3]
- Награда самоуправне интересне заједнице културе Суботица[3]
- Награда „Јован Поповић”, Нови Сад (1984)[3]
- Награда самоуправне интересне заједнице културе Војводине, Нови Сад (1986)[3]
- Октобарска награда Суботице[3]
- Награда „Златно длето”, Удружење ликовних уметника Србије (1988)[3]
- Откупна награда са Југословенског бијенала мале пластике, Мурска Собота (1989)[3]
- Тријенале савременог Југословенског цртежа, откупне награде ликовне јесени у Сомбору (1990)[3]
- Награда Студија Б „Од априла до априла”, Београд (1991)[3]
- Прва награда сенћанске колоније „Акварел на Тиси”, Сента (1992)[3]
- Награда Удружења ликовних уметника Србије „Златно длето”, Галерија „Цвијета Зузорић” (1993)[3]
- Откупна награда на Бијеналу савременог југословенског цртежа „Ликовна јесен”, Сомбор (1994)[3]
- Награда „Октобарског салона” за скулптуру, Изложбени простор „25. мај”, Београд (1995)[3]
- Откупна награда „300 година Сенћанске битке”, Скулптура „Коњаник”, Градски музеј Сента (1997)[3]
- Прва награда сремско-митровачког салона, Галерија Лазар Возаревић (2003)[3]
- Друга награда ликовне колоније Сента, Градски музеј „Турзо Лајош” (2003)[3]
- Награда „Искре културе” за ликовну уметност, Завод за културу Војводине (2007)[3]
- Друга награда на позивном конкурсу за споменик „Сави Владиславићу Рагузинском” за Санкт Петербург, Завод за културу Војводине (2008)[3]
- Прва награда на позивном конкурсу за израду фигуре Михајла Пупина у Новом Саду (2010)[3]
- Прва награда на позивном конкурсу Завода за културу Војводине за решење плакете која се додељује за животно дело у културном стваралаштву (2010)[3]
- Награда за ликовно стваралаштво „Јаков Орфелин”, Културни центар Сремски Карловци (2018)[3]
- Награда за примењену скулптуру Удружења ликовних уметника примењених уметности и дизајнера Војводине, Нови Сад (2020)[3]